# Isaac Gervais

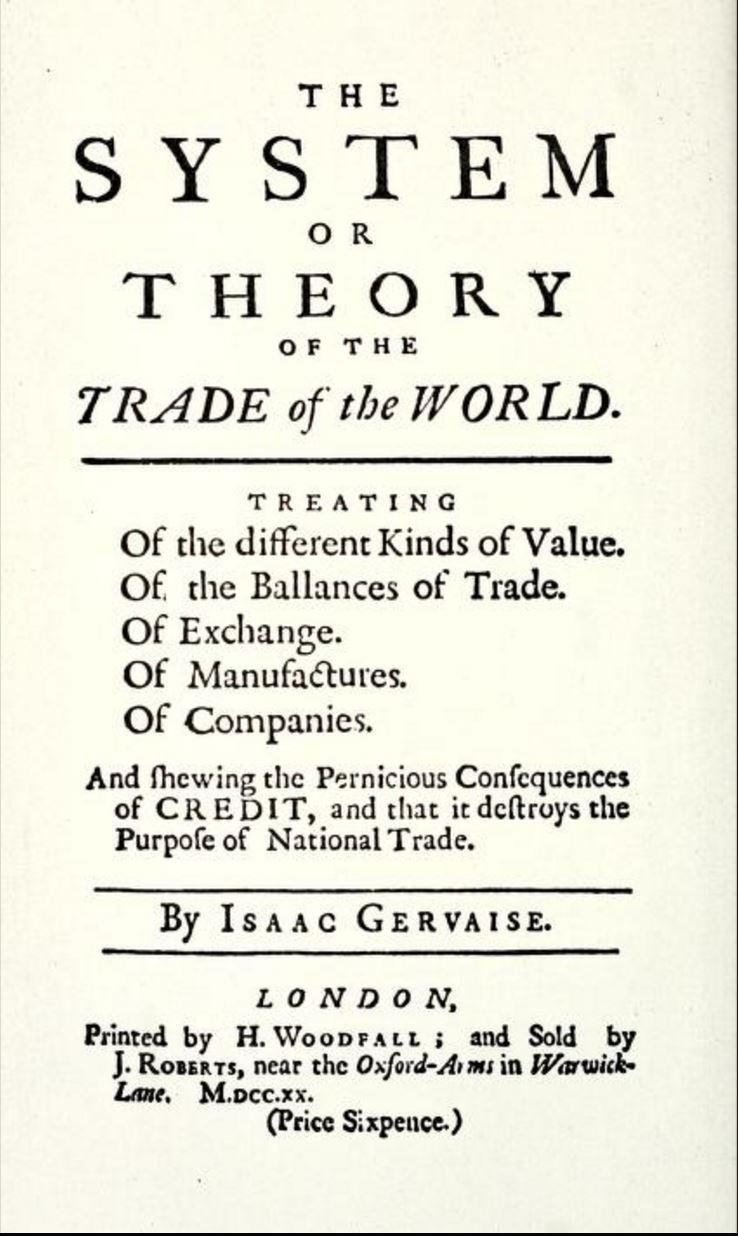
Gervaise a scris un prototip de examinare al teoriei monetare în 1720.

Isaac Gervaise (n. 1680, Paris, Regatul Franței – d. 1739) a fost un comerciant și economist politic englez.

## Biografie
Gervaise provenea dintr-o familie hughenotă, care a fugit în Anglia în 1681. A primit cetățenia în 1698 și în 1699 a devenit Elder and Secretary of Consistoire în biserica din Leicester Fields.
În 1720, Gervais a publicat Sistemul sau Teoria comerțului lumii (în original, The System or Theory of the Trade of the World), unul din primele tratate economie politică.